# マフムドゥ・バジョ
マフムドゥ・バジョ（Mahmudu Bajo、2004年8月15日 - ）は、ガンビアのサッカー選手。ポジションはミッドフィールダー。

## 経歴

### レッドスター・ベオグラード
2025年8月1日、レッドスター・ベオグラードと1年延長オプションつきの4年契約を締結した。